# Melfort (Saskatchewan)
Melfort est une ville du centre de la province du Saskatchewan au Canada. La municipalité compte 5955 habitants en 2021 pour une superficie de près de 16 km². C'est un carrefour routier à l'intersection des routes provinciales principales n° 6 en direction de Régina 280 km au sud, n° 3 en direction de Prince Albert 95 km l'est et n° 41 en direction de Saskatoon 170 km sud-ouest. Elle se situe entre les municipalités rurales de Star City n° 428 à l'est et de Flett's Springs n° 429 à l'ouest. La ville s'étend sur une plaine à 460 m d'altitude au bord d'un ruisseau affluent de la rivière Carrot.

## Démographie
| 1971  | 1976  | 1981  | 1986  | 1991  |
| ----- | ----- | ----- | ----- | ----- |
| 4 735 | 5 141 | 6 010 | 6 078 | 5 628 |

| 1996  | 2001  | 2006  | 2011  | 2016  |
| ----- | ----- | ----- | ----- | ----- |
| 5 759 | 5 559 | 5 192 | 5 576 | 5 992 |

| 2021  | - | - | - | - |
| ----- | - | - | - | - |
| 5 955 | - | - | - | - |

## Administration
| 2006-2011      | 2012       | 2012-2020 | 2020-2028    |
| -------------- | ---------- | --------- | ------------ |
| Kevin Phillips | Doug Terry | Rick Lang | Glenn George |
| [ 7 ]          | ,          | [ 10 ]    | [ 11 ]       |

## Sport
L'équipe de hockey sur glace des Mustang de Melfort de la Ligue de hockey junior de la Saskatchewan est basée à Melfort.